# Frapelle
Frapelle település Franciaországban, Vosges megyében. Lakosainak száma 199 fő (2022. január 1.). Frapelle Lesseux, Lusse, Nayemont-les-Fosses, Neuvillers-sur-Fave, La Petite-Fosse, Le Beulay és Combrimont községekkel határos.

## Népesség
A település népességének változása:
| Lakosok száma | 211  | 198  | 190  | 193  | 195  | 198  | 200  | 199  |
|               | 2013 | 2015 | 2017 | 2018 | 2019 | 2020 | 2021 | 2022 |